# Емблема Джаркханда
Емблема Джаркханда — офіційна печатка уряду індійського штату Джаркханд.

## Дизайн
Емблема складається з кількох кілець, у яких слони (тварина-символ штату) на зеленому фоні у зовнішньому кільці представляють силу, дику природу, королівську владу та багату рослинність. Середнє кільце демонструє квіти Палаш (квітка-символ штату), які також відомі як «полум'я джунглів», що представляють багату флору, красу та культуру. Внутрішнє кільце складається з фігур людей на унікальних картинах у стилі Джхаркханді, які представляють багату історію та міцність соціальних зв'язків. Левова капітель Ашоки знаходиться в центрі з девізом Satyameva Jayate.

## Історія

Попередня емблема використовувалася з 2000 по 2020 рік

Перша емблема Джаркханд була прийнята 15 листопада 2000 року, коли з південної частини Біхару було утворено штат Джаркханд. Ця емблема складалася з чакри Ашоки, як зображено на національному прапорі Індії, в оточенні чотирьох літер Js, стилізованих під кинджали. Легенда внизу, Jharkhand Sarkar, перекладається як Уряд Джаркханду.
У січні 2020 року новий головний міністр Джаркханд Гемант Сорен оголосив, що найближчим часом буде прийнято нову державну емблему. Він зазначив, що нова емблема має представляти культуру, традиції, історію та майбутнє держави, і запросив заявки на новий дизайн через публічний конкурс. Кілька засобів масової інформації згодом повідомили про передбачуваний переможний дизайн із зображенням дерева, але пізніше виявилося, що це була містифікація.
22 липня було офіційно схвалено нову емблему для використання з 15 серпня 2020 року.

## Урядовий прапор
Уряд Джаркханд може бути представлений банером із зображенням емблеми штату на білому полі.

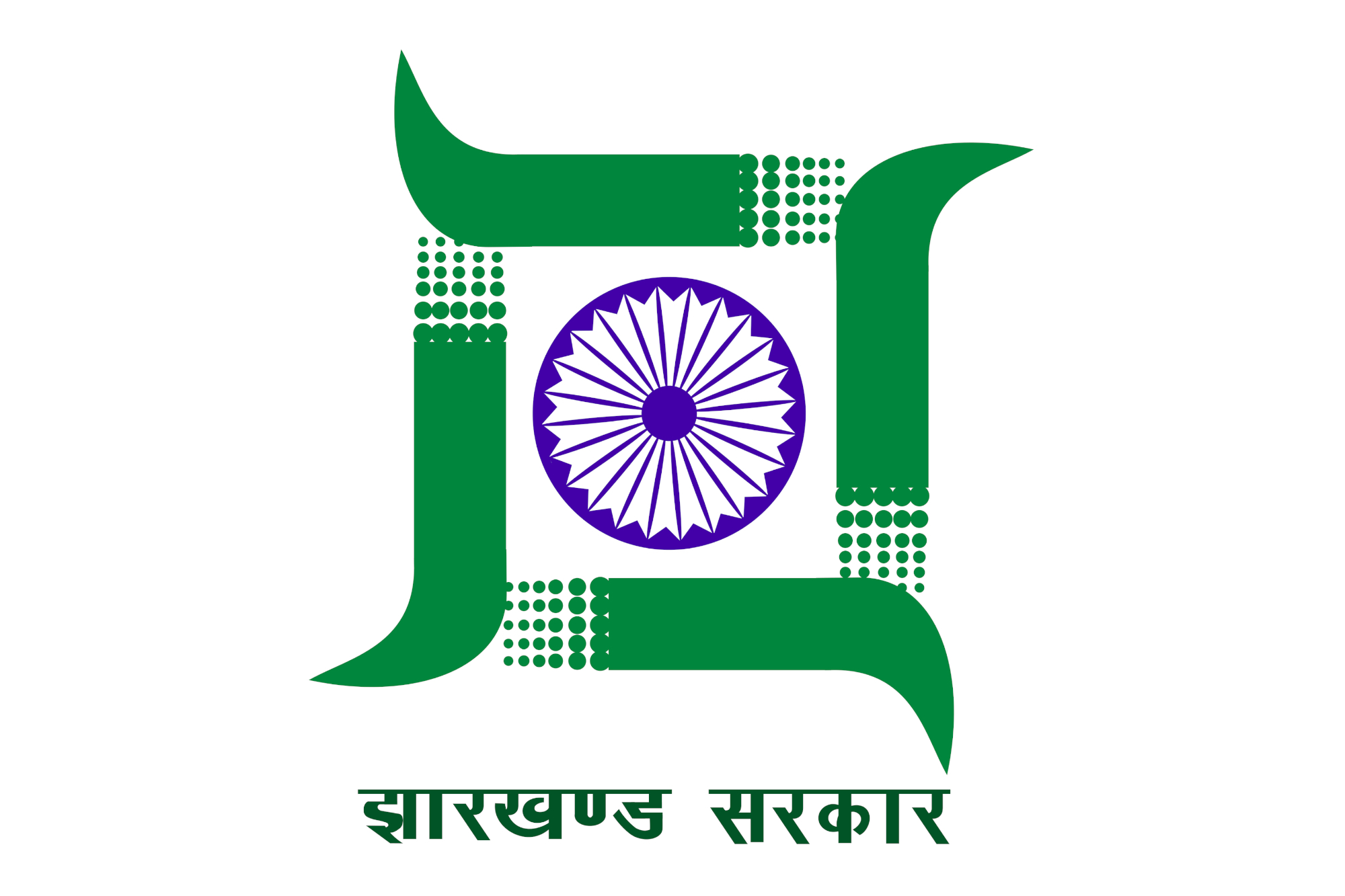
Прапор Джаркханда (2000-2020)
Прапор Джаркханда (2020–сучасність)